# Декостере, Роббе
Роббе Декостере (нидерл. Robbe Decostere; род. 8 мая 1998, Kortemark, Фламандский регион) — бельгийский футболист, полузащитник клуба «Серкль Брюгге».

## Клубная карьера
Начинал заниматься футболом в школах футбольных клубов «Кортемарк», «Руселаре» и «Брюгге». В 16-летнем возрасте перебрался в другой клуб из Брюгге — «Серкль Брюгге». 8 сентября 2018 года подписал с клубом полупрофессиональный контракт на год, с возможностью продления ещё на два. 2 марта 2019 года дебютировал в чемпионате Бельгии в поединке с «Кортрейком». Декостере появился на поле на 75-й минуте, заменив Гевина Тормина.
1 сентября 2019 года перешёл на правах аренды до конца сезона в «Тюбиз», выступающий в первом любительском дивизионе Бельгии. Первую игру в составе нового клуба сыграл через неделю в гостях против «Дессел Спорта», заменив на 51-й минуте Тома Розенталя. Всего Декостере провёл в турнире 17 матчей, в которых отметился тремя жёлтыми карточками.
По окончании аренды Декостере вернулся в Серкль Брюгге, где начал подготовку к новому сезону под руководством нового главного тренера Пола Клемента.

## Статистика выступлений

### Клубная статистика
| Выступление      | Выступление             | Выступление      | Лига | Лига | Кубки | Кубки | Конт.кубки | Конт.кубки | Итого | Итого |
| Клуб             | Лига                    | Сезон            | Игры | Голы | Игры  | Голы  | Игры       | Голы       | Игры  | Голы  |
| ---------------- | ----------------------- | ---------------- | ---- | ---- | ----- | ----- | ---------- | ---------- | ----- | ----- |
| Серкль Брюгге    | Лига Жюпиле             | 2019/20          | 4    | 0    | 0     | 0     | 0          | 0          | 4     | 0     |
| Серкль Брюгге    | Лига Жюпиле             | 2020/21          | 2    | 0    | 0     | 0     | 0          | 0          | 2     | 0     |
| Серкль Брюгге    | Итого                   | Итого            | 6    | 0    | 0     | 0     | 0          | 0          | 6     | 0     |
| → Тюбиз          | Любительский дивизион 1 | 2019/20          | 17   | 0    | 0     | 0     | 0          | 0          | 17    | 0     |
| → Тюбиз          | Итого                   | Итого            | 17   | 0    | 0     | 0     | 0          | 0          | 17    | 0     |
| Всего за карьеру | Всего за карьеру        | Всего за карьеру | 23   | 0    | 0     | 0     | 0          | 0          | 23    | 0     |